# Niagara-on-the-Lake

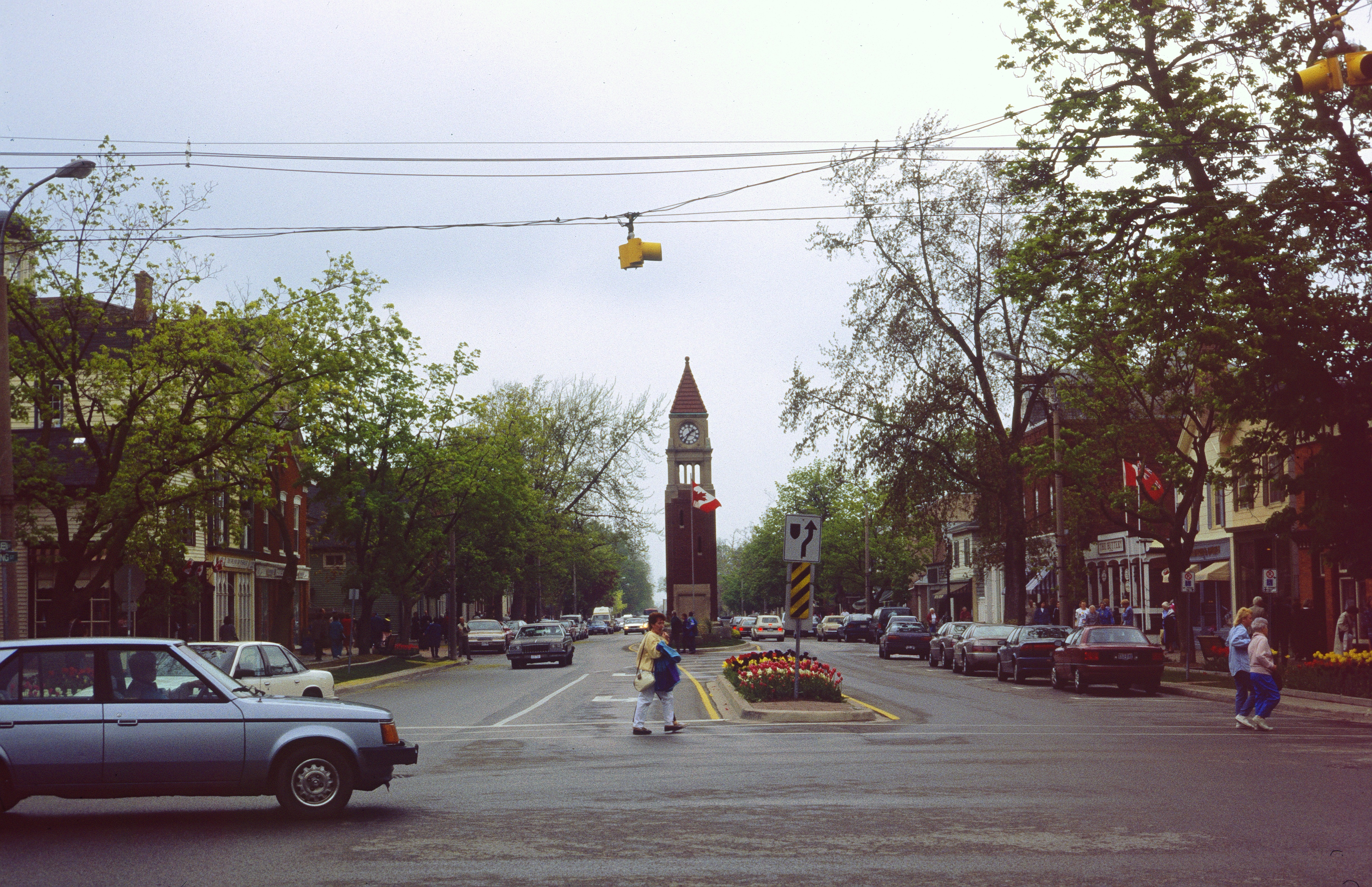
Centro comercial de Niagara-on-the-Lake.

Niagara-on-the-Lake es una ciudad de la provincia canadiense de Ontario, localizada en la ribera del río Niágara y del lago Ontario.
Según el censo canadiense de 2016, la ciudad tiene 17.600 habitantes. La principal fuente de riqueza de la ciudad es el turismo.
Niagara-on-the-Lake es un importante sitio histórico de Canadá. Entre 1792 y 1796, Niagara-on-the-Lake sirvió como capital de la colonia inglesa de Alto Canadá, predecesora de Ontario, llamada Newark, cuando su nombre todavía era Niágara. Durante la guerra de 1812, el pueblo, las dos villas de St. David's y Queenston, y el Fuerte George fueron sitio de numerosas batallas luego de la invasión norteamericana de Alto Canadá, y el pueblo fue arrasado.
El nombre actual fue adoptado en torno a 1880, para diferenciarse de las Cataratas del Niágara. En Niagara-on-the-Lake se encuentran las iglesias Católica y Anglicana más antiguas de Ontario, y el campo de golf más antiguo de América del Norte.